# Пограниччя (Логойський район)
Пограниччя — (біл. вёска Паграничье), село (веска) в складі Логойського району розташоване в Мінській області Білорусі, підпорядковане Каміньській сільській раді.
Село Пограниччя розташоване в центральних районах Білорусі, у північній частині Мінської області - орієнтовне розташування.